# Hélder Barbosa
Hélder Jorge Leal Rodrigues Barbosa (ur. 25 maja 1987 w Paredes) – portugalski piłkarz występujący na pozycji napastnika. Zawodnik klubu Hatayspor.

## Kariera klubowa
Barbosa karierę rozpoczynał w 2004 roku w rezerwach zespołu FC Porto. W 2006 roku został wypożyczony do Académiki Coimbra. W Primeira Liga zadebiutował 28 sierpnia 2006 roku w zremisowanym 1:1 pojedynku z Vitórią Setúbal, w którym strzelił także gola. W Académice spędził półtora roku i na początku 2008 roku wrócił do Porto. Pierwszy raz w jego barwach wystąpił 27 stycznia 2008 roku w przegranym 0:2 spotkaniu ze Sportingiem. W tym samym roku zdobył z zespołem mistrzostwo Portugalii.
Sezon 2008/2009 Barbosa spędził na wypożyczeniu w CD Trofense, a w sezonie 2009/2010 w Vitórii Setúbal. W 2010 roku podpisał kontrakt z zespołem SC Braga, także grającym w Primeira Liga. Zadebiutował tam 29 sierpnia 2010 roku w wygranym 1:0 spotkaniu z CS Marítimo. W 2011 roku dotarł z klubem do finału Ligi Europy, a w 2012 roku zajął z nim 3. miejsce w Primeira Liga. W sezonie 2013/2014 był wypożyczony do UD Almería.
W 2014 przeszedł do AEK Ateny na zasadzie wolnego transferu, po tym jak wygasł jego kontrakt z zespołem Bragi. Umowa Portugalczyka z greckim klubem opiewała na trzy lata. W pierwszym sezonie pomógł swojej drużynie awansować po dwuletniej nieobecności do najwyższej ligi. Przed rozpoczęciem sezonu 2016/17 przeniósł się do drużyny Al-Wasl Dubaj, podpisując dwuletni kontrakt. W 2017 przeszedł do tureckiego klubu Akhisar Belediyespor, a w 2019 do Hataysporu.

## Kariera reprezentacyjna
Barbosa jest rekordzistą Portugalii pod względem liczby występów w kadrze do lat 17. Reprezentował także swój kraj w innych kategoriach wiekowych między innymi U-19 oraz U-21. 14 listopada 2012 zadebiutował w dorosłej reprezentacji w zremisowanym 2:2 towarzyskim meczu z Gabonem.